# Robards (Kentucky)
Pour les articles homonymes, voir Robards.
La ville de Robards est située dans le comté de Henderson, dans l’État du Kentucky, aux États-Unis. Lors du recensement de 2010, sa population s’élevait à 515 habitants.

## Source
- (en) Cet article est partiellement ou en totalité issu de l’article de Wikipédia en anglais intitulé « Robards, Kentucky » (voir la liste des auteurs).